# John Bosak
John Bosak (Farrell, 9 settembre 1922 – Los Angeles, 6 dicembre 1994) è stato un cestista statunitense, professionista nella NBL.

## Carriera
Giocò una stagione nella NBL, disputando 10 partite con 2,4 punti di media.